# Gina Böttcher
Gina Böttcher (* 11. April 2001 in Brandenburg an der Havel) ist eine deutsche Schwimmerin im Behindertensport und Paralympics-Teilnehmerin.

## Biographie
Gina Böttcher wurde 2001 in Brandenburg an der Havel mit einer longitudinalen Fehlbildung an allen vier Extremitäten geboren. Als Zwölfjährige begann sie trotz einer ausgeprägten Angst vor dem Wasser mit dem Schwimmen und kam so zum Para-Sport. Sie besuchte die Sportschule Potsdam „Friedrich Ludwig Jahn“.
2018 nahm sie erstmals an den Europameisterschaften teil und erreichte dort den zweiten Platz im 50-m-Freistilschwimmen sowie jeweils den dritten Platz im 150-m-Lagenschwimmen und in der 4 × 50-m-Mixedstaffel, weitere Top-Ten-Platzierungen hatte sie im 200-m-Freistil-, 50-m-Rücken-, 50-m-Brust- und 100-m-Freistilschwimmen. Bei den Internationalen Deutschen Meisterschaften erhielt Böttcher die Auszeichnung „Juniorsportlerin des Jahres 2019“ von der Abteilung Para-Schwimmen des Deutschen Behindertensportverbandes, ihr Trainer Maik Zeh wurde „Trainer des Jahres 2019“.
Bei den Weltmeisterschaften 2019 konnte sie zwar keine Medaillen gewinnen, platzierte sich jedoch in mehreren Disziplinen auf den Rängen vier bis acht. Auch bei den Europameisterschaften 2021 war sie erfolgreich und erreichte den zweiten Platz beim 200 m Freistil sowie jeweils den dritten Platz bei 100 m Freistil und 150 m Lagen.
Als bisherigen Höhepunkt ihrer Karriere konnte sie bei den um ein Jahr verschobenen Sommer-Paralympics 2020 in Tokio im Sommer 2021 teilnehmen. Sie startete in den Startklassen S4, SM4 und SB3 in den Disziplinen Brust-, Rücken-, Schmetterling-, Lagen- und Freistilschwimmen. Sie konnte sich allerdings bei keinem der Wettbewerbe auf den höheren Rängen platzieren.
Im April 2024 wurde sie Europameisterin über 150 Meter Lagen, 50 Meter Rücken und 50 Meter Freistil. Anfang September 2024 gewann sie bei den Paralympischen Spielen in Paris Silber im 50-m-Rücken.

## Auszeichnungen
- April 2024: Sportlerin des Monats
- November 2024: Silbernes Lorbeerblatt